# Лайфис, Константинос
Константи́нос Лайфис (греч. Κωνσταντίνος Λαΐφης; 19 мая 1993, Паралимни, Кипр) — кипрский футболист, защитник клуба АПОЭЛ и сборной Кипра.

## Клубная карьера
Родился 19 мая 1993 года в городе Паралимни. Футболом начал заниматься там же в школе местного клуба «Эносис». В 2009 году, в возрасте 16 лет, перешёл в молодёжную команду английского «Ноттингем Форест». В конце 2011 года вернулся на Кипр, где стал тренироваться в составе «Анортосиса», с которым вскоре подписал контракт. За основной состав «Анортосиса» дебютировал 8 февраля 2012 года в матче Кубка Кипра против клуба АПОП, в котором вышел на замену на 61-й минуте вместо Венсана Лабана. Однако выйти на поле в национальном чемпионате игроку долгое время не удавалось. В августе 2013 года он был отдан в аренду на полгода в клуб «Алки», за который провёл 15 матчей и забил 1 гол в чемпионате Кипра. После возвращения из аренды Лайфис постепенно стал игроком основы и выступал за «Анортосис» до 2016 года. По окончании сезона 2015/2016 игрок подписал контракт с клубом греческой Суперлиги «Олимпиакос» (Пирей), однако уже через неделю был отдан в аренду на 2 года в бельгийский «Стандард». За 2 сезона провёл за «Стандард» 68 матчей и забил 2 гола в чемпионате Бельгии, принял участие в групповой стадии Лиги Европы и стал обладателем Кубка Бельгии. После окончания срока аренды подписал со «Стандардом» полноценный контракт, так и не сыграв ни одного матча за «Олимпиакос».

## Карьера в сборной
За основную сборную Кипра дебютировал 16 ноября 2014 года в матче отборочного турнира Евро-2016 против сборной Андорры (5:0), в котором вышел на замену на 78-й минуте вместо Георгиоса Эфрема.

## Достижения
«Стандард» Льеж
- Обладатель Кубка Бельгии: 2017/18